# Cirsium zawoense
Cirsium zawoense, vrsta glavočike iz roda osjaka. Endem iz sjevernog Japana
Vrsta je opisana 1999